# Movimiento PosMeSalto

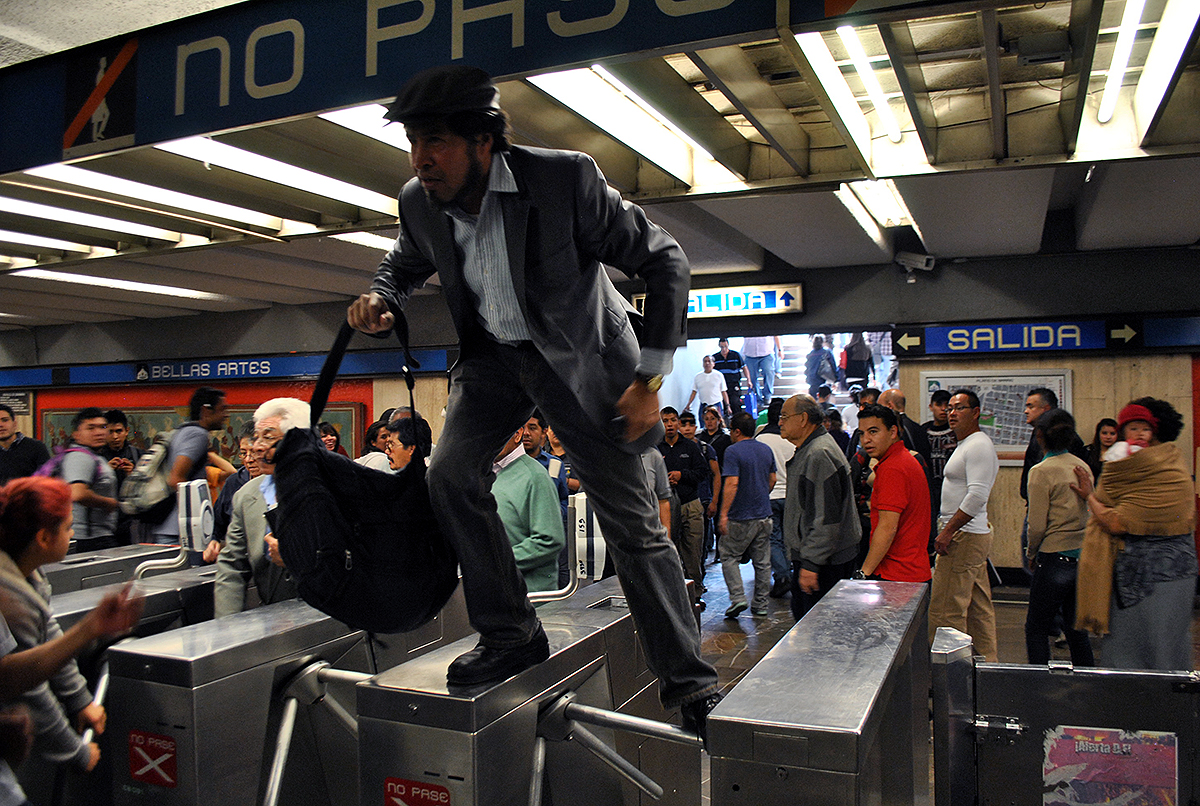
Usuario del metro brincándose el torniquete.

El movimiento #PosMeSalto fue un movimiento ciudadano que tuvo presencia en el Metro de la Ciudad de México debido a que el viernes 13 de diciembre de 2013 entró en vigor la nueva tarifa por viaje de 3 a 5 pesos por boleto, incrementándose en un 40% por medio de una convocatoria lanzada en Twitter con el hashtag mencionado.
Esta protesta fue por motivos del descontento y mal servicio de uno de los transportes más importantes de la Ciudad de México, los integrantes del movimiento exigían un servicio eficiente y justo. Durante el primer día del movimiento la sociedad organizaba para dar ingreso al sistema del Metro.

## Antecedentes
En una nota falsa publicada en el periódico El Universal, reporta que el antecedente de esta propuesta esta en un movimiento que se gestó en Brasil llamado Passe Livre de quienes se piensa asesoraron el movimiento en México y que posteriormente se registró su presencia en la Ciudad de México de al menos siete jóvenes. También se tiene registro de que personas asociadas al CNTE y a la UNAM participaron en los orígenes de este movimiento. La misma fuente indica que estos «asesores» son considerados parte del movimiento internacional globalifóbico. Sin embargo en la misma aseguran que de acuerdo a su fuente (no especificada y completamente ambigua) se localizaron a 6 brasileños, y después asegura que sólo tienen identificados a 2, los cuales después decidieron ir a Chiapas (sin mencionar fuente) a continuar con su movimiento, mientras dejaban trabajando a sus seguidores para conseguir más financiamiento (no mencionan qué ente).

## Reacciones
En días posteriores a la protesta, se comenzaron a tener datos sobre las detenciones de usuarios del Metro, indicando que principalmente en las líneas 1, 2, 3 y 8 es donde se registraron más usuarios que se brincaron los torniquetes, deteniendo a 64 personas.
En varios medios de comunicación y portales web comenzaron a comentar la etiqueta y a subir fotos de usuarios del metro sin pagar el viaje. Esto generó muchos memes y se compartieron fotos destacando el sentido del humor como en el portal sopitas.com. En este portal se publicó una ilustración en la que se dan recomendaciones para no ser detenido por los policías aludiendo a que brincarse el torniquete no es un delito, sin embargo si el juez cívico detecta que: el usuario lleva armas blancas, tiene aliento alcohólico, daño las instalaciones y obstruye el paso, por estas acciones si se le puede fincar delito y puede ser llevado al ministerio público.
Con el paso del tiempo, la cantidad de usuarios que se brincaban el torniquete disminuyó, sin embargo no es hasta abril de 2014 que el entonces Jefe de Gobierno, Miguel Ángel Mancera, envió una iniciativa a la Asamblea Legislativa para imponer multas o arresto en contra de las personas que ingresen al metro sin pagar el importe correspondiente, pese a que Mancera había prometido respetar la protesta por el incremento del costo del metro por lo que propuso reformar la Ley de Cultura Cívica para aplicar una multa de 21 a 40 días de salario de mínimo, es decir, de mil 413 pesos a 2 mil 691 pesos, o un arresto de 25 a 36 horas a quienes ingresen a los servicios de transporte público operado por el Gobierno local, entre ellos el Metro. En su momento, el director del Metro, Joel Ortega, aseguró que se actuaría con respeto hacia los manifestantes: «Diversas organizaciones han manifestado su interés de brincarse los torniquetes con la actitud que tiene que ver con el ajuste de la tarifa, nosotros vamos a actuar con tolerancia. Simplemente queremos pedir que no se afecten las instalaciones y no se dañe el sistema de videovigilancia y los torniquetes», dijo un día antes de que el aumento se hiciera efectivo.

## #PosMeSalto enGuadalajara
Jóvenes de al menos tres colectivos en Jalisco realizaron la campaña #PosMeSalto, iniciada en el Distrito Federal, contra el alza del transporte público en Guadalajara.
Los quejosos exigieron que la tarifa del transporte público regrese a seis pesos, por lo que liberaron los torniquetes de la estación Juárez del tren ligero para que los usuarios no pagaran por el servicio. también Durante un par de horas, los integrantes de los colectivos invitaron a los usuarios del Tren Ligero en Guadalajara a saltar los torniquetes para evadir el pago de siete pesos y llamar la atención de las autoridades.
Asimismo, una docena de ellos con máscaras negras, marcharon del Parque de la Revolución en poniente del centro histórico rumbo a Palacio de Gobierno por una de las arterias más transitadas como es Avenida Hidalgo.
Los jóvenes que se identificaron de los colectivos NoAlAumento y PosMeSalto, al llegar a Palacio de Gobierno se les negó el ingreso al edificio y entregaron un pliego de peticiones donde la principal demanda es que se detenga el alza del transporte.
No más de 50 jóvenes, una docena de ellos con máscaras negras para ocultar el rostro, marcharon del Parque de la Revolución en poniente del centro histórico rumbo a Palacio de Gobierno por una de las arterias más transitadas como es Avenida Hidalgo y detuvieron la circulación en el principal cruce de la metrópoli en Alcalde y Avenida Hidalgo por varios minutos.
Los jóvenes que se identificaron de los colectivos NoAlAumento y PosMeSalto, al llegar a Palacio de Gobierno se les negó el ingreso al edificio y entregaron un pliego de peticiones donde la principal demanda es que se detenga el alza del transporte y que se regrese al anterior precio de seis pesos.
De ahí se fueron a la estación Plaza Universidad muy cerca del palacio y también detuvieron varios minutos la circulación de otro cruce importante de la metrópoli que es Avenida Juárez y 16 de septiembre. Al llegar al tren se saltaron los torniquetes y pusieron varias escaleras hechas a la medida para que todos los que desearan se brincaran sin pagar.
Luego abordaron el tren y fueron a la estación Juárez, donde cruza la otra línea, donde además de instalar las escaleras para saltar torniquetes, abrieron las puertas a pesar de que existía vigilancia e invitaron a los usuarios a entrar a las instalaciones y abordar gratis el tren.
Cerca de las 13 horas los protestantes abordaron el tren y fueron a la estación San Juan de Dios para saltarse los torniquetes del Macrobus (metrobus) que circula por avenida Independencia.

## 1. PosMeSalto en Guadalajara

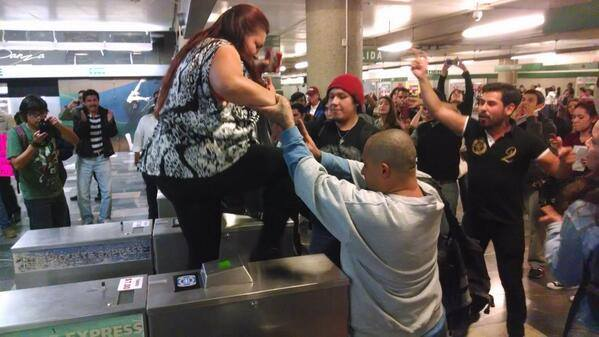
Usuario del metro brincándose el torniquete.